# مکتب میتو

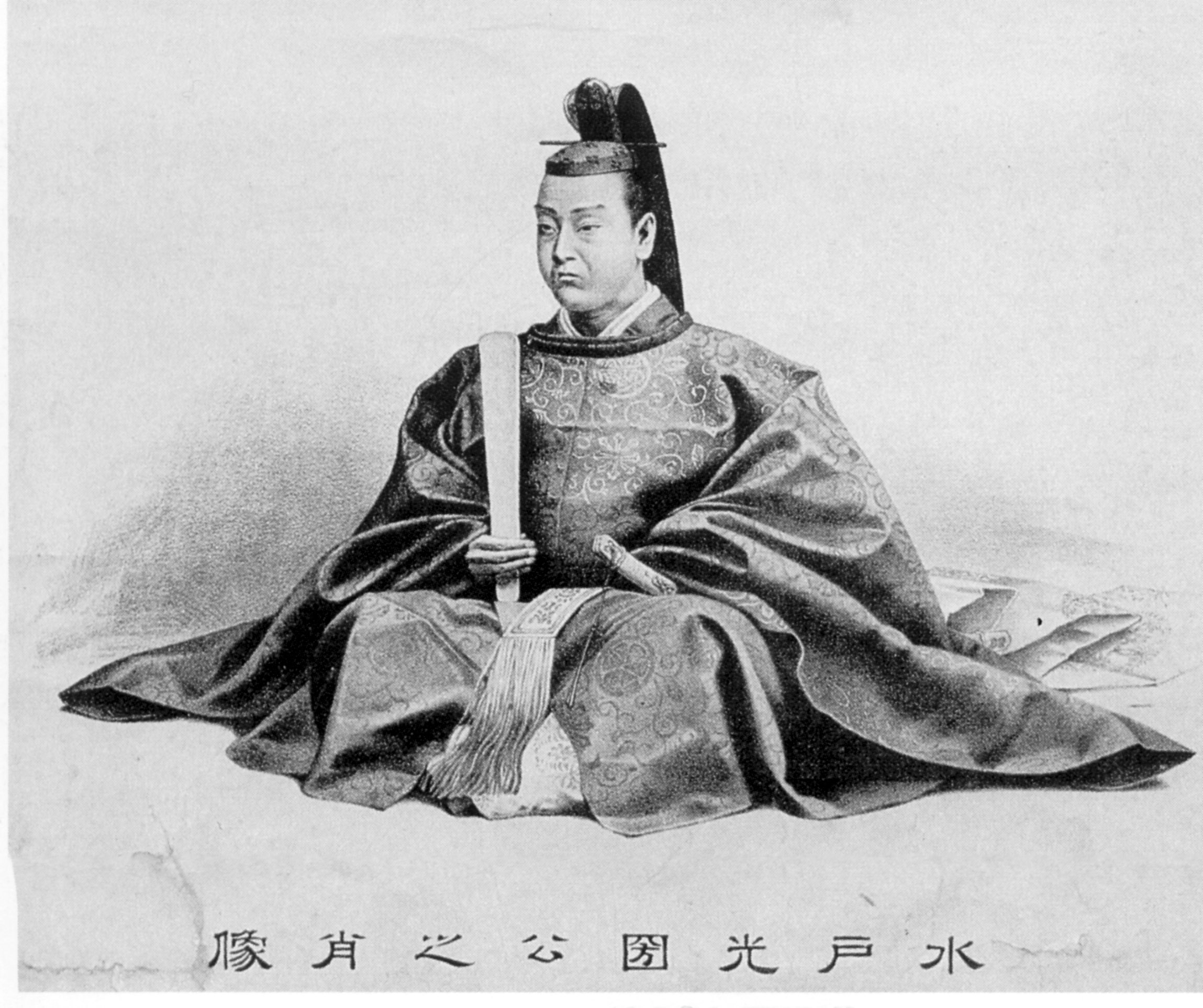
توکوگاوا میتسوکونی (۱۶۲۸–۱۷۰۰)، دومین ارباب، دایمیوی قلمرو میتو

مکتب میتو، میتوگاکو (به ژاپنی: 水戸学 Mitogaku) به یک مکتب فلسفی و رشته اندیشه سیاسی در زمینهٔ تاریخ ژاپن و مطالعات شینتو اشاره دارد که در سال ۱۶۵۷ در ولایت هیتاچی، قلمرو میتو، استان ایباراکی امروزی به‌وجود آمد. در سال ۱۶۵۷ هنگامی که توکوگاوا میتسوکونی (۱۶۲۸–۱۷۰۰)، دومین ارباب، دایمیوی قلمرو میتو، تدوین کتاب دای نیهون شی (تاریخ ژاپن بزرگ) را سفارش داد، پیدایش این مکتب آغاز شد. از جمله محققانی که برای این پروژه جمع شده بودند، آساکا تانپوکو (۱۶۵۳۷–۱۷۳۷)، ساسا مونه‌کیو (۱۶۹۸–۱۶۴۰)، موری‌یاما سنپو (۱۶۷۱–۱۷۰۶) و میاکه کانران (۱۶۷۳–۱۷۱۸) بودند. رویکرد اساسی این مکتب نئوکنفوسیانیسم بود، بر اساس این دیدگاه که توسعه تاریخی از قوانین اخلاقی پیروی می‌کند. توکوگاوا میتسوکونی معتقد بود که ژاپن، به عنوان ملتی که مدتها تحت حکومت یکپارچه امپراتور ژاپن بوده است، یک نمونه کامل از یک «ملت» است؛ بنابراین دای نیهون شی به تاریخ ژاپن تحت کنترل امپراتورها تبدیل شد و بر احترام به دربار امپراتوری و خدایان شینتو تأکید کرد. به منظور ثبت حقایق تاریخی، مورخان این مدرسه، منابع تاریخی محلی را جمع‌آوری می‌کردند و غالباً آثار تاریخی خود را در این فرایند جمع می‌کردند. مواد تحصیلی میتوگاکو در اوایل تاریخ‌نگاری و کارهای علمی بود. حدود اواخر قرن هجدهم، میتوگاکو پرداختن به موضوعات اجتماعی و سیاسی معاصر را نیز مد نظر قرار داد، و دوره بعدی میتوگاکو را آغاز کرد. نهمین رهبر خاندان میتو، توکوگاوا ناری‌آکی (۱۸۰۰–۱۸۶۰)، با تأسیس کودوکان (میتو) به عنوان آموزشگاه خاندان، میتوگاکو را بسیار گسترش داد. علاوه بر تفکر کنفسیوس‌گرایی و کوکوگاکو، این دانشکده، دانش پزشکی، نجوم و سایر علوم طبیعی را نیز به خود اختصاص داد و تا دوره باکوماتسو ادامه داشت. مدرسه تأثیر عمده ای بر جنبش سوننو جوئی گذاشت و به یکی از نیروهای محرک اصلاحات میجی تبدیل شد. با این وجود، نتوانست از حمایت دولت جدید برخوردار شود و کودوکان (میتو) منحل شد و کتابخانه آن تا حد زیادی تحت تصرف دولت قرار گرفت.
سرانجام، در زمان نهمین ارباب، توکوگاوا ناری‌آکی، ایده سوننو جوئی (تکریم امپراتور و اخراج بربرها ) را توسعه داد و به نیروی محرکه ایدئولوژیک پشت اصلاحات میجی تبدیل شد. دوره‌ای که حول محور میتسوکونی می‌چرخد، اغلب به عنوان «میتوگاکوی اولیه» در نظر گرفته می‌شود، در حالی که دوره‌ای که حول محور ناری‌آکی می‌چرخد، «میتوگاکوی متاخر» در نظر گرفته می‌شود. اصطلاح میتوگاکو در دوره تنپو ابداع شد و به تنپوگاکو نیز معروف است.
این سبک با ترکیبی التقاطی از کنفوسیوس، مطالعات ژاپنی، تاریخ ژاپن و شینتو مشخص می‌شود. 
گفته می‌شود که قلمرو ساتسوما، قلمرو چوشو، قلمرو توسا و قلمرو هیزن بودند که شوگون‌سالاری ادو را سرنگون کردند و ژاپن مدرن را ایجاد کردند، اما این روند بدون قلمرو میتو امکان‌پذیر نبود. هم یوشیدا شوئین (زاده  ۱۸۳۰ - درگذشته  ۱۸۵۹) از قلمرو چوشو و هم سایگو تاکاموری از ساتسوما تحت تأثیر میتوگاکو قرار داشتند.

## مرور کلی

### مطالعات اولیه میتو
در سومین سال از دوران می‌رکی (۱۶۵۷)، توکوگاوا میتسوکونی، ارباب بعدی قلمرو میتو، یک دفتر تاریخ در ویلای خود در ادو کوماگومه (江戸駒込別邸内) افتتاح کرد و کار تدوین تاریخ جامع ژاپن (که بعدها با نام دای نیهونشی شناخته شد) را آغاز کرد. پس از به دست گرفتن فرمانروایی قلمرو در سال ۱۶۶۳، دفتر تاریخ به اقامتگاه کویشیکاوا منتقل شد و به شوکوکان تغییر نام داد.
بسیاری از اعضای اصلی دفتر تاریخ، بازدیدکنندگانی از مدرسه هایاشی رازان بودند. در سال ۱۶۶۵، او ژو شونشویی، از خادمان سابق دودمان مینگ که در تبعید بود را دعوت کرد. شونشویی یک محقق عملگرا بود که یانگ مینگیسم را در نظریه‌های خود جای داد. به لطف رفتار ترجیحی میتسوکونی، تعداد ویراستاران به تدریج افزایش یافت و در سال ۱۶۷۲ به ۲۴ نفر، در سال ۱۶۸۴ به ۳۷ نفر و در سال ۱۶۹۶ به ۵۳ نفر رسید، قبل از اینکه در حدود ۴۰–۵۰ نفر تثبیت شود. در دوره اولیه، ویراستاران شوکوکان بیشتر از قلمروهای دیگر دعوت می‌شدند تا از قلمرو میتو، و به ویژه بسیاری از آنها از منطقه کانسای بودند.
در فرایند گردآوری، علاوه بر گردآوری دای نیهونشی (تاریخ جامع ژاپن) که هدف اصلی بود، آنها کتاب‌ها و تألیفات بسیاری در مورد ادبیات ژاپنی مانند شعر واکا (شعر)، نجوم، علم تقویم، حساب، جغرافیا، شینتو، اسناد باستانی، باستان‌شناسی، علوم نظامی و کتابشناسی نیز از خود به جا گذاشتند. یکی از ویژگی‌های این سازمان این بود که در واقع ویراستارانی را برای انجام تحقیق به مکان‌های مختلف اعزام می‌کرد، منابعی را که به آنها استناد می‌کردند به وضوح بیان می‌کرد و تلاش زیادی برای حفظ مواد و مصنوعات تاریخی انجام می‌داد. دانشمندان شاخص این دوره عبارتند از ساسا مونه‌کیو، مارویاما یوشیزومی (کاتسودو)، آساکا تانپوکو، موری‌یاما سنپو، موری شوکن و میاکه کانران.
در سیاست تدوین «دای نیهونشی»، حمایت میتسوکونی از مشروعیت دربار جنوبی تأثیر زیادی بر نسل‌های بعدی (اختلاف نظر در مورد دربارهای شمالی و جنوبی) داشت. با این حال، میتسوکونی تأسیس دربار شمالی و دولت سامورایی را بدعت نمی‌دانست و موضوع اصلی تحقیق او چگونگی توجیه آنها تحت نظریه توجیه بود.
پروژه تدوین پس از مرگ میتسوکونی ادامه یافت، اما پس از مرگ آساکا تانپوکو در سال ۱۷۳۷، این پروژه حدود ۵۰ سال به حالت تعلیق درآمد.

### مطالعات متاخر میتو
تدوین «دای نیهونشی» در دوران سلطنت ششمین ارباب فئودال، توکوگاوا هاروموری، به رهبری رئیس شوکوکان تاچیهارا سوئیکن از سر گرفته شد.
در این زمان، قلمرو میتو به دلیل تهدیدات داخلی و خارجی، مانند ویرانی مناطق روستایی در قلمرو و ظهور کشتی‌های روسی در ازو، با بحران فزاینده‌ای روبرو بود، در حالی که قلمرو میتو با مشکلات مالی جدی روبرو بود. کارکنان این مؤسسه به کار تدوین بسنده نکردند، بلکه هدفشان اصلاح مسائل خاص در داخل و خارج از قلمرو، مانند اصلاحات کشاورزی و دیپلماسی با روسیه بود. شاگردان سوئیکن شامل کومی‌یاما ماساهیده و آئویاما نوبویوکی بودند. شاگرد سوئیکن، فوجیتا توکو ، در سال ۱۷۹۱ کتاب «سیمرون» (نظریه نام‌های صحیح) را نوشت که پیشگام میتوگاکو (مطالعات میتو) بعدی محسوب می‌شود. با این حال، در سال ۱۷۹۶، او نامه‌ای به ارباب فئودال، جیهو، نوشت که از مدیریت حوزه به دلیل محتوای افراطی آن انتقاد می‌کرد. او به همین دلیل مجازات شد، از سردبیری برکنار و تنزل مقام یافت. از این زمان به بعد، سوئیکن و یوکوکو درگیر اختلاف بر سر جهت‌گیری تدوین دای نیهونشی (تاریخ جامع ژاپن) شدند. سوئیکن، یوکوکو را تکفیر کرد، اما در سال ۱۸۰۳ فوجیتا یوکوکو و پیروانش را مجبور به استعفا کرد و در سال ۱۸۰۷ رئیس آن شد. شاگردان یوکوکو، آیزاوا سیشی‌سای، فوجیتا توکو و تویودا تنکو، بعداً هسته اصلی مکتب میتو شدند.
در سال ۱۸۲۴، حادثه‌ای در روستای اوتسو، قلمرو میتو رخ داد، زمانی که ۱۲ صیاد نهنگ بریتانیایی در جستجوی آب و غذا به خشکی رسیدند (حادثه اوتسوهاما). پاسخ شوگون‌سالاری، پذیرش ساده خواسته‌های صیادان نهنگ بود، که مکتب یوکوکو آن را ضعیف می‌دانست و منجر به گسترش ایدئولوژی ضد خارجی در قلمرو میتو شد. سال پس از این حادثه، آیزاوا سیشی‌سای شینرون را نوشت، که یک نظام‌بندی نظری از ایده احترام به امپراتور و اخراج بربرها بود. شینرون در پایان دوره ادو تأثیر زیادی بر میهن‌پرستان داشت.
در سال ۱۸۳۷، توکوگاوا ناری‌آکی، نهمین ارباب فئودال، کودوکان را به عنوان یک مدارس هان تأسیس کرد. او رئیس، آیزاوا سیشی‌سای، را به عنوان استاد ارشد منصوب کرد. فلسفه آموزشی کودوکان در کودوکان-کی آمده است که توسط توکوگاوا ناری‌آکی امضا شده است، اما در واقع توسط پسر فوجیتا یوکوکو، فوجیتا توکو، پیش‌نویس شده است و عبارت سوننو جوئی (به امپراتور احترام بگذارید و بربرها را بیرون کنید) برای اولین بار در این کتاب استفاده شده است.
اصلاحات توکوگاوا ناری‌آکی در سال ۱۸۴۴ خنثی شد، زمانی که شوگون‌سالاری ناگهان او را به دلیل زیاده‌روی در اصلاحاتش توبیخ کرد و او به استعفا از مقام فئودالی و حبس خانگی محکوم شد. دستیاران نزدیک ناری‌آکی و دست نشاندگان طرفدار اصلاحات نیز به حبس خانگی محکوم شدند.
در طول این دوره حبس، فوجیتا توکو  نوشته‌های کودوکان (کودوکان کیجیگی) را نوشت، تفسیری بر کودوکان کی. توکو در این اثر، عمدتاً از آثار کلاسیک ژاپنی موتوئوری نوریناگا اقتباس کرد و اگرچه به دلیل کنفوسیوس‌گرایی‌اش توسط آیزاوا و دیگران مورد انتقاد قرار گرفت.
ورود کشتی‌های سیاه در سال ۱۸۵۳ باعث احیای اصلاح‌طلبان قلمرو میتو شد و ناری‌آکی به عنوان مشاور شوگون‌سالاری منصوب شد، فوجیتا توکو و دیگران به عنوان دستیاران نزدیک ناری‌آکی منصوب شدند و اصلاحات نظامی مانند سازماندهی سربازان دهقانی انجام شد. با این حال، توکو در زلزله آنسی درگذشت و ناری‌آکی دوباره در پاکسازی آنسی مجازات شد که منجر به آشفتگی سیاسی و ایدئولوژیک قلمرو میتو شد.
قلمرو میتو متعاقباً به دلیل درگیری‌های داخلی خشونت‌آمیز، مانند مسئله بازگرداندن فرمان مخفی امپراتوری بوگو در سال ۱۸۵۸، پاکسازی آنسی شامل حبس خانگی دائمی ناری‌آکی در سال ۱۸۵۹، قیام حزب تنگو در سال ۱۸۶۴، سرکوب این فرمان توسط حزب شوسی (شوسیتو 諸生党 しょせいとう)  و انتقام شورش میتو پس از دوران اصلاحات میجی، فرسوده شد.

### پس از دوران اصلاحات میجی
از دوران اصلاحات میجی تا پایان جنگ جهانی دوم، میتوگاکو به همراه مبتکر آن، توکوگاوا میتسوکونی، بسیار مورد ستایش قرار گرفت. به ویژه، فرمان امپراتوری در مورد آموزش، که در سال ۱۸۹۰ (میجی ۲۳)، بلافاصله پس از بازدید امپراتور میجی از میتو، صادر شد، از اصطلاحات کلیدی میتوگاکو مانند «سیاست ملی» و «مسیر خوداتکایی» استفاده می‌کرد و محتوای آن به وضوح تحت تأثیر میتوگاکو بود.
امپراتور میجی به میتسوکونی و توکوگاوا ناری‌آکی مقام شوئیچی اعطا کرد و بعداً نام معبد توکیوا و عنوان الهی (کامی) را به هر یک از معابد اختصاص داده شده به میتسوکونی و ناری‌آکی اعطا کرد و آنها را به معابد ویژه تحت حمایت دولت تبدیل کرد. در سال ۱۹۰۶، «دای نیهونشی» پس از ۲۴۹ سال تکمیل شد و تمام ۴۰۲ جلد آن به امپراتور میجی اهدا شد. دولت بودجه‌ای را برای حفظ متون تاریخی مورد استفاده در این مجموعه اهدا کرد که منجر به ساخت کتابخانه شوکوکان شد. علاوه بر این، به پاس قدردانی از دستاوردهای آنها در گردآوری دای نیهونشی، خانواده میتو توکوگاوا به مقام دوک، هم‌تراز با خانواده بزرگ خاندان توکوگاوا و پنج خانواده نایب‌السلطنه، ارتقا یافتند. پس از مرگ امپراتور میجی، ژنرال نوگی مارسوکه پس از ارائه کتاب‌هایی در مورد میتوگاکو به ولیعهد وقت، هیروهیتو، خودکشی کرد.
پس از جنگ جهانی دوم، میتوگاکو به عنوان ایدئولوژی‌ای که از نظام امپراتوری و نظامی‌گری ژاپن حمایت می‌کرد، به‌طور منفی نگریسته شد و دیگر مانند قبل از جنگ مورد ستایش قرار نگرفت. در حال حاضر، میتوگاکو توسط انجمن تاریخی میتو در شهر میتو، استان ایباراکی، در حال مطالعه است. در ژانویه ۲۰۱۸، شهر میتو، خیابان ۲٫۸ کیلومتری که شامل بقایای قلعه میتو و کودوکان است را به عنوان «جاده میتوگاکو» به عنوان تلاشی برای ترویج گردشگری تعیین کرد.